# 11353 Guillaume
11353 Guillaume è un asteroide della fascia principale. Scoperto nel 1997, presenta un'orbita caratterizzata da un semiasse maggiore pari a 2,9435846 UA e da un'eccentricità di 0,1004697, inclinata di 1,08747° rispetto all'eclittica.